# Клугер, Даниил Мусеевич
Даниэль (Даниил Мусеевич) Клугер (8 октября 1951, Симферополь, Крымская область, РСФСР, СССР — 3 апреля 2025, Реховот, Центральный округ) — советский, затем израильский писатель, переводчик и публицист, бард. Работал в жанре детектива, фантастики, преимущественно на исторические темы.

## Биография
Окончил Симферопольский университет, по образованию физик. Много лет проработал в медицине (клиническая дозиметрия). В 1989—1993 годах возглавлял крымский филиал издательства «Текст».
В 1994 году репатриировался в Израиль, работал в русскоязычной прессе. Печатался в ряде журналов («Энергия», «Вокруг света», «Знание — сила», «Искатель» и др.).
Член Израильской федерации союзов писателей. Иностранный член Британской Ассоциации писателей криминального жанра (англ. The Crime Writers' Association, CWA).
Первая публикация — 1979 год. Автор нескольких книг (первая — «Жёсткое солнце», вышла в изд. «Таврия» в 1989). Среди них — «Молчаливый гость» (изд. «Текст», 1991), «Западня для сыщика» («Искатель», 1998), «Перешедшие реку» (изд. «ХАМА», 2000), «Смерть в Кесарии» и «Убийственный маскарад» (изд. «Вагриус», 2001), исследование по истории классического детектива «Баскервильская мистерия» (изд. «Текст», 2005).
Одно из последних значительных произведений Клугера — «Последний выход Шейлока» — является детективом о событиях в «образцовом гетто» (по многим характерным деталям напоминающем Терезинское гетто) времён Третьего рейха, где все герои — и убийца, и свидетели, и сами сыщики в конце концов оказываются в Освенциме.
В приключенческом романе «Мушкетёр» обыгрывается предположительное происхождение Портоса из семьи бежавших от инквизиции португальских марранов по фамилии де Порту. Истории, в том числе, еврейской, посвящена вторая поэтическая книга Клугера — книга баллад и стихов «Разбойничья ночь» (изд. «Текст», 2008).
Некоторые книги написаны в соавторстве — с Александром Рыбалкой (роман «Тысяча лет в долг», изд. Армада, 2001) и с Виталием Бабенко (детективные романы «Двадцатая рапсодия Листа» и «Четвертая жертва сирени», под общим псевдонимом Виталий Данилин). В романах Виталия Данилина главным героем выступает молодой Владимир Ульянов, расследующий запутанные преступления в Кокушкино и в Самаре.
Статьи Даниэля Клугера, посвящённые различным аспектам эстетики фантастики и детектива, переводились на английский язык и публиковались в журналах Science Fiction Studies (США — Канада) и Locus (США). Научно-фантастические рассказы переводились на украинский (журнал «Людина i світ», альманах «ППФ-84») и болгарский язык, детективные рассказы и статьи — на белорусский. Романы «Двадцатая рапсодия Листа» и «Четвертая жертва сирени» вышли в Эстонии в переводе на эстонский язык. Эти же романы были инсценированы в Москве и поставлены как радиоспектакли на канале «Радио Культура». Права на их телеадаптацию приобретены российской компанией «Форвард».
Кроме прозы, Даниэль Клугер — автор поэтических произведений и переводчик поэзии. Переводы баллад Франсуа Вийона публиковались в антологии «Век перевода», стихи и баллады — в журналах и альманахах в России, Израиле и США. Баллады Даниэля Клугера вышли в авторском исполнении на пяти дисках: «Еврейские баллады» (2004, Solyd Records), «Готика еврейского местечка» (2005, Captain Recording Studio), «Предания еврейской старины» (2007, Captain Recording Studio), «Полночные сказки» (2008, Captain Recording Studio), «Вернется ли ветер…» (2010, Captain Recording Studio). Некоторые баллады, на украинском языке, опубликованы в израильском украиноязычном журнале «Соборність». Кроме того, баллады публиковались в переводе на французский (в книге «Contes et récits juifs et ukrainiens du pays houtsoule Présentation historique suivie de récits sur les aventures du brigand houtsoule Oleksa Dovbouch et du Baal Shem Tov fondateur du hassidisme») и на иврите (портал «Вселенная Культуры» http://www.yekum.org Архивная копия от 8 марта 2022 на Wayback Machine).
В 2007 году за поэтический цикл «Еврейские баллады» Даниэль Клугер был удостоен премии «Олива Иерусалима» в номинации «Страницы и строки: поэзия».
Скончался 3 апреля 2025 года на 74 году жизни. Похоронен в тот же день на кладбище в Реховоте.

## Премии и награды
- 1986 год — лауреат конкурса на лучший фантастический рассказ, посвящённого 125-летию журнала «Вокруг света».
- 2005 год — премия «Мраморный фавн» (критика, литературоведение) за книгу «Баскервильская мистерия».
- 2007 год — премия «Олива Иерусалима» за поэтический цикл «Еврейские баллады».
- 2019 год — лауреат VII Международного театрального фестиваля «Terra Incognita» (Санкт-Петербург), с формулировкой: «За возрождение жанра баллады».

В разные годы — номинации на премии «Интерпресскон», «Русская фантастика», «Портал», «Национальный бестселлер», Бунинская премия и др.